# Piramidy (powieść)
Piramidy (ang. Pyramids) – humorystyczna powieść fantasy autorstwa Terry’ego Pratchetta, wydana w 1989 r. W Polsce książka ukazała się po raz pierwszy w 1998 r. nakładem wydawnictwa Prószyński i S-ka (ISBN 83-7337-994-0). Jest to siódma część cyklu Świat Dysku.

## Fabuła
Książka opowiada o skrytobójcach, piramidach i Djelibeybi – niewielkim państwie, pod wieloma względami podobnym do starożytnego Egiptu, położonym między Tsortem a Efebem. Gdy umiera faraon, władcą państewka zostaje jego syn. Jednak nauka w Gildii Skrytobójców w nowoczesnym mieście Ankh-Morpork sprawiła, że nie jest on tak posłuszny i wierny tradycji, jak dotychczasowi władcy.